# Efecte Edison
L'efecte Edison o efecte termoiònic és d'importància fonamental en l'electrònica. Consisteix en l'augment del flux d'electrons que surten d'un metall o d'un òxid metàl·lic, a causa de les vibracions dels àtoms motivada per l'augment de la temperatura. En augmentar la temperatura del metall o l'òxid metàl·lic per sobre del zero absolut, hi ha una més gran facilitat perquè surtin els electrons. Les partícules carregades s'anomenen termoions
Frederick Guthrie, el 1873, va ser el primer d'adonar-se d'aquest fenomen quan va comprovar que esferes metàl·liques posades roents i carregades negativament perdien la seva càrrega elèctrica. També va observar que això no es produïa si l'esfera tenia una càrrega positiva.

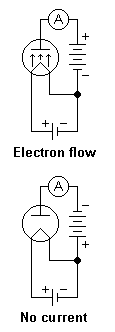
L'efecte Edison en un diode al buit. Aquí està connectat de dues maneres: en directe els electrons circulen però en l'invers no hi ha cap flux. Les fletxes representen la circulació dels electrons en el buit.

Thomas Edison, el 1880, redescobrí aquest efecte quan intentava esbrinar el motiu del trencament dels filaments d'una làmpada incandescent. L'efecte unidireccional del corrent es va anomenar Efecte Edison i aquest terme es va utilitzar per referir-se al mateix efecte termoiònic. Encara que Edison no en trobà una aplicació pràctica va patentar el fenomen el 1883 però no l'estudià més.
John Ambrose Fleming descobrí que l'efecte podia servir per a detectar ones de ràdio.
Owen Willans Richardson rebé el premi Nobel de 1928 pels seus treballs en termoiònica i per la formulació de la llei de Richardson o equació de Richardson-Dushmann.

## Llei de Richardson
En tots els metalls hi ha un o dos electrons per àtom que estan lliures per a moure's d'un àtom cap a l'altre. Les seves velocitats segueixen una distribució estadística, en lloc de ser uniformes, i ocasionalment un electró tindrà prou velocitat per sortir del metall sense tornar-hi. La quantitat mínima d'energia necessària perquè un electró surti de la superfície s'anomena funció treball i varia en cada metall.
Un revestiment fi d'òxid s'aplica a la superfície del metall en els tubs de buit per a disminuir la funció treball, ja que així és més fàcil que els electrons abandonin la superfície d'òxid.
La llei de Richardson relaciona la potència emesa amb la temperatura:
{\displaystyle J=AT^{2}e^{-W \over kT}}
on 'T'és la temperatura en kèlvins, 'W' és la funció treball, 'k' és la constant de Boltzmann.
La constant de proporcionalitat 'A', coneguda com constant de Richardson, és donada per:
{\displaystyle A={4\pi mk^{2}e \over h^{3}}=1.20173\times 10^{6}} A m-2 K-2
On 'm'i 'e' són la massa i la càrrega de l'electró, i 'h' és la constant de Planck.
A causa de la funció exponencial el corrent augmenta ràpidament amb la temperatura.